# HD 83953
I Гидры (лат. I Hydrae), HD 83953 — тройная звезда в созвездии Гидры на расстоянии приблизительно 496 световых лет (около 152 парсек) от Солнца.

## Характеристики
Первый компонент (HD 83953A) — бело-голубая звезда спектрального класса B2p, или B2, или B5Ve, или B5V, или B6Ve. Видимая звёздная величина звезды — +4,76m. Масса — около 3,826 солнечной, радиус — около 6,835 солнечного, светимость — около 1202,264 солнечной. Эффективная температура — около 17140 K.
Второй компонент — коричневый карлик. Масса — около 63,93 юпитерианской. Удалён в среднем на 2,339 а.е..
Третий компонент (CD-23 8624B) — жёлтый карлик спектрального класса G8V. Видимая звёздная величина звезды — +10,934m. Масса — около 1,319 солнечной, радиус — около 11,35 солнечного, светимость — около 59,28 солнечной. Эффективная температура — около 4754 K. Удалён на 51,8 угловой секунды.